# فهرست آثار ملی استان مرکزی

موقعیت استان مرکزی در کشور

استان مرکزی از استان‌های ایران است. بزرگ‌ترین شهر و مرکز این استان شهر اراک است. استان مرکزی به‌عنوان پایتخت صنعتی ایران شناخته می‌شود. در روزگار کهن این مکان عراق نام داشت که در زمان تسلط اعراب بر ایران عراق عجم نامیده می‌شد که شامل بسیاری از استان‌های همجوار امروزی نیز بود. عراق معرب اراک است. این استان از شمال به استان البرز، از شمال غرب به استان قزوین، از غرب به استان همدان، از شمال شرق به استان تهران، از جنوب غرب به استان لرستان، از جنوب شرق به استان اصفهان و از شرق به استان قم محدود است. استان مرکزی با مساحتی معادل ۲۹٬۵۳۰ کیلومتر مربع حدود ۱٬۸۲ درصد از مساحت کل کشور را به خود اختصاص داده است. براساس آخرین تقسیمات کشوری، استان مرکزی دارای ۱۲ شهرستان، ۲۶ بخش، ۳۵ شهر، ۶۶ دهستان، ۱٬۳۹۴ آبادی دارای سکنه و ۴۶ آبادی خالی از سکنه است. شهرستان‌های این استان عبارتند از: اراک، دلیجان، محلات، ساوه،  تفرش، خمین، فراهان، شازند، آشتیان، کمیجان، زرندیه و خنداب. شهرهای قم و گلپایگان نیز پیش‌تر جزو استان مرکزی بوده‌اند.

## آثار ثبت‌شده

### شهرستان آشتیان
| ردیف | نام اثر                         | نگاره          | دیرینگی                    | موقعیت                                                               | شمارهٔ ثبت | تاریخ ثبت  | منبع  |
| ---- | ------------------------------- | -------------- | -------------------------- | -------------------------------------------------------------------- | --------- | ---------- | ----- |
| ۱    | خانه عبدالعظیم قریب             | بارگذاری تصویر | قاجاریه                    | شهرستان اشتیان روستای گرگان، روبروی دانشسرای گرگان                   | ۲۵۵۱      | ۱۳۷۸/۱۱/۰۵ | [ ۲ ] |
| ۲    | منزل میرزا حسن آشتیانی          | بارگذاری تصویر | قاجاریه                    | شهر آشتیان، خ شهید علی حسینی                                         | ۱۵۸۷۰     | ۱۳۸۵/۰۵/۲۴ | [ ۳ ] |
| ۳    | تپه گبری                        |                | هزاره ۵ ق‌م                 | شهرستان آشتیان، بخش مرکزی، دهستان گرکان، روستای زرنوشه               | ۱۸۰۱۰     | ۱۳۸۵/۱۲/۲۰ |       |
| ۴    | تپه گورستان زرنوشه              |                | اشکانی                     | شهرستان آشتیان، بخش مرکزی، دهستان گرکان، روستای زرنوشه               | ۱۸۰۱۲     | ۱۳۸۵/۱۲/۲۰ |       |
| ۵    | تپه عین قلا تپه سی              |                | اشکانی                     | شهرستان آشتیان، بخش مرکزی، دهستان گرگان، روستای زرنوشه               | ۱۸۰۱۴     | ۱۳۸۵/۱۲/۲۰ |       |
| ۶    | آسیاب مزرعه جفتی دو             |                | قاجاریه                    | شهر آشتیان، ۲/۵ کیلومتری شمال آشتیان، جاده آشتیان، آهو               | ۱۹۰۵۱     | ۱۳۸۶/۰۲/۲۰ |       |
| ۷    | آسیاب مزرعه جفتی (۱)            |                | قاجاریه                    | شهر آشتیان، ۲/۵ کیلومتری شمال آشتیان، جاده آشتیان، آهو               | ۱۹۰۵۵     | ۱۳۸۶/۰۲/۲۰ |       |
| ۸    | آب‌انبار کناردره                 |                | قاجاریه                    | شهرستان آشتیان، بخش مرکزی، دهستان گرکان، روستای گرکان                | ۲۱۸۰۷     | ۱۳۸۶/۱۲/۲۶ |       |
| ۹    | تپه بیلر                        |                | اشکانی                     | شهرستان آشتیان، بخش مرکز ی، دهستان مزرعه نو، جنوب شرق روستای انانجرد | ۲۲۰۵۱     | ۱۳۸۶/۱۲/۲۶ |       |
| ۱۰   | پل حاج محمدباقر                 |                | پهلوی اول                  | شهرستان آشتیان، بخش مرکز ی، دهستان سیاوشان، روستای سیاوشان           | ۲۲۰۷۶     | ۱۳۸۶/۱۲/۲۶ |       |
| ۱۱   | تپه توپراق                      |                | اشکانی ـ قرون میانه اسلامی | شهرستان آشتیان، بخش مرکز ی، دهستان مزرعه نو، روستای انانجرد          | ۲۲۰۸۶     | ۱۳۸۶/۱۲/۲۶ |       |
| ۱۲   | حمام کهنه                       |                | قاجاریه                    | شهر آشتیان، پشت بازار قدیم شهر                                       | ۲۲۰۹۰     | ۱۳۸۶/۱۲/۲۶ |       |
| ۱۳   | منزل میرزا هدایت الله وزیردفتری |                | قاجاریه                    | شهرستان آشتیان، بازار شهر آشتیان، موزه فعلی شهر آشتیان               | ۲۲۰۹۲     | ۱۳۸۶/۱۲/۲۶ |       |
| ۱۴   | خانه معتمدالایاله               |                | قاجاریه                    | شهرستان آشتیان، بافت قدیم شهر آشتیان                                 | ۲۲۰۹۷     | ۱۳۸۶/۱۲/۲۶ |       |
| ۱۵   | مسجد جامع گرکان                 |                | قاجاریه                    | شهرستان آشتیان، بخش مرکزی، دهستان گرکان، روستای گرکان                | ۲۲۱۰۱     | ۱۳۸۶/۱۲/۲۶ |       |
| ۱۶   | حسینیه صاحب‌الامر                |                | قاجاریه                    | شهر آشتیان، میدان اصلانشهر، کنار رود فصلی آهو                        | ۲۳۱۱۵     | ۱۳۸۷/۰۵/۰۲ |       |
| ۱۷   | مسجد بازار ساوه                 |                | پهلوی اول                  | شهر آشتیان، ضلع شمال شرقی میدان اصلانشهر                             | ۲۳۷۸۹     | ۱۳۸۷/۰۸/۲۵ |       |
| ۱۸   | تکیه سرپل                       |                | قاجاریه                    | شهرستان آشتیان، بخش مرکزی، دهستان گرکان، روستای گرکان                | ۲۳۷۹۷     | ۱۳۸۷/۰۸/۲۵ |       |
| ۱۹   | امامزاده بی‌بی شهربانو           |                | صفویه                      | شهرستان آشتیان، بخش مرکزی، دهستان گرکان، جنوب روستای آهو             | ۲۵۰۲۰     | ۱۳۸۷/۱۲/۱۸ |       |
| ۲۰   | تپه کوزه‌گری                     |                | اشکانی                     | شهر آشتیان، مزرعه اسدآباد                                            | ۲۵۰۵۹     | ۱۳۸۷/۱۲/۱۸ |       |
| ۲۱   | تپه گبری                        |                | قرون میانه اسلامی          | شهرستان آشتیان، بخش مرکزی، دهستان گرکان، روستای موسی‌آباد             | ۲۵۰۶۷     | ۱۳۸۷/۱۲/۱۸ |       |

### شهرستان فراهان
| ردیف | نام اثر                          | نگاره          | دیرینگی                    | موقعیت                                                                                             | شمارهٔ ثبت | تاریخ ثبت  | منبع  |
| ---- | -------------------------------- | -------------- | -------------------------- | -------------------------------------------------------------------------------------------------- | --------- | ---------- | ----- |
| ۱    | تپه باستانی بالا مشهد زلف‌آباد    | بارگذاری تصویر | تاریخی ـ اسلامی            | شهرستان فراهان در مشهد زلف آباد                                                                    | ۷۷۶       | ۱۳۴۶/۱۲/۲۳ | [ ۴ ] |
| ۲    | تپه باستانی پائین مشهد زلف‌آباد   | بارگذاری تصویر | پیش از تاریخ ـ اسلامی      | شهرستان فراهان، مشهد زلف آباد                                                                      | ۷۷۷       | ۱۳۴۵/۱۲/۲۳ | [ ۵ ] |
| ۳    | آرامگاه امامزاده قاسم            |                | صفویه                      | در دهکده شاهوراق                                                                                   | ۹۴۰       | ۱۳۵۷/۰۱/۲۸ |       |
| ۴    | امامزاده حسین (تفرش)             |                | قرن ۹ و۱۰ ق                | جاده اراک به فرمهین روستای نظام آباد                                                               | ۱۹۱۹      | ۱۳۷۶/۰۷/۲۰ |       |
| ۵    | مقبره شاهزاده عبدالله و رقیه (ع) |                | سلجوقیان                   | یک کیلومتری شرق روستای تبرته                                                                       | ۱۹۶۴      | ۱۳۷۶/۱۲/۰۲ |       |
| ۶    | امامزاده شاهزاده زینب خاتون      |                | صفویه ـ قاجاریه            | شهرستان فراهان علیاروستای آهنگران                                                                  | ۲۵۸۴      | ۱۳۷۸/۱۱/۲۷ |       |
| ۷    | کاروان‌سرای مجد الملک             |                | قاجاریه                    | شهرستان فراهان، روستای دولت‌آباد                                                                    | ۷۲۲۵      | ۱۳۸۱/۱۱/۱۲ |       |
| ۸    | تپه بورقان                       |                | تاریخی ـ اسلامی            | شهرستان فراهان، بخش فراهان غرب، روستای بورقان                                                      | ۸۶۰۳      | ۱۳۸۲/۰۲/۰۹ |       |
| ۹    | تپه بزرگ احمدآباد                |                | اسلامی                     | شهرستان فراهان، ۵۰۰ متری شمال شرق روستای نظام آباد                                                 | ۸۶۰۴      | ۱۳۸۲/۰۲/۰۹ |       |
| ۱۰   | تپه آهنگران                      |                | تاریخی ـ اسلامی            | شهرستان فراهانی، ۲۰۰ متری جنوب روستای آهنگران                                                      | ۸۶۰۵      | ۱۳۸۲/۰۲/۰۹ |       |
| ۱۱   | تپه دونه (دونق)                  |                | تاریخی                     | شهرستان فراهان ۲۰ متری شمال جاده منشعب شده از جاده اراک به فرمهین بطرف ساروق                       | ۸۶۰۶      | ۱۳۸۲/۰۲/۰۹ |       |
| ۱۲   | تکیه فرمهین                      |                | قاجاریه                    | شهرستان فراهان، ۴۵ کیلومتری شمال اراک، دردشت فراهان، جنوب غربی تفرش                                | ۸۶۰۷      | ۱۳۸۲/۰۲/۰۹ |       |
| ۱۳   | تپه غیاث‌آباد                     |                | اسلامی                     | شهرستان فراهان، ۱/۵ کیلومتری شرق روستای غیاث آباد                                                  | ۸۶۰۸      | ۱۳۸۲/۰۲/۰۹ |       |
| ۱۴   | تپه آلاله                        |                | تاریخی ـ اسلامی            | شهرستان فراهان، شهر فرمهین، دو کیلومتری غرب روستای مخلص آباد                                       | ۱۲۸۴۶     | ۱۳۸۴/۰۵/۱۹ |       |
| ۱۵   | تپه دولت‌آباد ۱                   |                | تاریخی                     | شهرستان فراهان، شهر فرمهین، ۱/۵ کیلومتری شرق روستای دولت‌آباد                                       | ۱۲۸۴۷     | ۱۳۸۴/۰۵/۱۹ |       |
| ۱۶   | تپه دولت‌آباد۲                    |                | تاریخی                     | شهرستان فراهان، شهر فرمهین، دو کیلومتری شرق روستای دولت‌آباد                                        | ۱۲۸۴۸     | ۱۳۸۴/۰۵/۱۹ |       |
| ۱۷   | تپه قلعه مخلص‌آباد                |                | تاریخی ـ اسلامی            | شهرستان فراهان، شهر فرمهین، ۴۰۰م جنوب روستای مخلص آباد                                             | ۱۲۸۴۹     | ۱۳۸۴/۰۵/۱۹ |       |
| ۱۸   | تپه حسینیه                       |                | تاریخی ـ اسلامی            | شهرستان فراهان، شهر فرمهین، ۱۶۰۰م غرب روستای مخلص آباد                                             | ۱۲۸۵۰     | ۱۳۸۴/۰۵/۱۹ |       |
| ۱۹   | تپه بشیرآباد                     |                | تاریخی ـ اسلامی            | شهرستان فراهان، شهر فرمهین، دو کیلومتری شرق روستای دولت‌آباد                                        | ۱۲۸۵۱     | ۱۳۸۴/۰۵/۱۹ |       |
| ۲۰   | تپه‌حصار حسین                     |                | تاریخی ـ اسلامی            | شهرستان فراهان، شهر فرمهین، ۵۰۰م جنوب روستای مخلص آباد                                             | ۱۲۸۵۲     | ۱۳۸۴/۰۵/۱۹ |       |
| ۲۱   | تپه علی‌آباد                      |                | تاریخی ـ اسلامی            | شهرستان فراهان، شهر فرمهین، ۱/۵ کیلومتری جنوب روستای ولا شجرد                                      | ۱۲۸۵۳     | ۱۳۸۴/۰۵/۱۹ |       |
| ۲۲   | شاهزاده اسماعیل                  |                | قاجاریه                    | شهرستان فراهان، شهر فرمهین، روستای وروان                                                           | ۱۳۸۱۷     | ۱۳۸۴/۰۸/۲۵ |       |
| ۲۳   | امامزاده شاهزاده علی             |                | قرن ۱۰ ه‍.ق                  | شهرستان فراهان، شهر فرمهین، روستای ولاشجرد                                                         | ۱۹۰۵۴     | ۱۳۸۶/۰۲/۲۰ |       |
| ۲۴   | تپه اسفین یا امامزاده            |                | قرون میانه اسلامی          | شهرستان فراهان، دهستان فرمهین، روستای اسفین                                                        | ۱۹۶۸۹     | ۱۳۸۶/۰۶/۲۸ |       |
| ۲۵   | تپه دستجان                       |                | قرون میانه اسلامی          | شهرستان فراهان، شهر فرمهین، روستای دستجان                                                          | ۲۲۰۵۰     | ۱۳۸۶/۱۲/۲۶ |       |
| ۲۶   | تپه قرق                          |                | مس و سنگ ـ اشکانی          | شهرستان فراهان، شهر فرمهین، روستای تبرته                                                           | ۲۲۰۵۵     | ۱۳۸۶/۱۲/۲۶ |       |
| ۲۷   | تپه رضی‌آباد                      |                | اشکانی ـ ایلخانی           | شهرستان فراهان، شهر فرمهین، روستای حاتم آباد                                                       | ۲۲۰۹۵     | ۱۳۸۶/۱۲/۲۶ |       |
| ۲۸   | تپه سفت                          |                | تاریخی                     | شهرستان فراهان، شهر فرمهین، روستای گازران                                                          | ۲۵۰۵۵     | ۱۳۸۷/۱۲/۱۸ |       |
| ۲۹   | تپه عشق‌آباد                      |                | تاریخی ـ قرون اولیه اسلامی | شهرستان فراهان، شهر فرمهین، روستای دولت‌آباد                                                        | ۲۵۰۵۷     | ۱۳۸۷/۱۲/۱۸ |       |
| ۳۰   | تپه کودزر                        |                | تاریخی                     | شهرستان فراهان، شهر فرمهین، روستای کودزر                                                           | ۲۵۰۵۸     | ۱۳۸۷/۱۲/۱۸ |       |
| ۳۱   | تپه برزآباد                      |                | تاریخی ـ قرون اولیه اسلامی | شهرستان فراهان، شهر فرمهین، روستای برزآباد                                                         | ۲۵۰۶۰     | ۱۳۸۷/۱۲/۱۸ |       |
| ۳۲   | تپه باغ رسول                     |                | تاریخی ـ قرون اولیه اسلامی | شهرستان فراهان، شهر فرمهین، روستای کودزر                                                           | ۲۵۰۶۳     | ۱۳۸۷/۱۲/۱۸ |       |
| ۳۳   | تپه قزل تپه                      |                | تاریخی                     | شهرستان فراهان، شهر فرمهین، روستای حسین‌آباد                                                        | ۲۵۰۷۶     | ۱۳۸۷/۱۲/۱۸ |       |
| ۳۴   | تپه خدر                          |                | تاریخی                     | شهرستان فراهان، شهر فرمهین، روستای تبرته                                                           | ۲۵۰۷۷     | ۱۳۸۷/۱۲/۱۸ |       |
| ۳۵   | آرامگاه زید بن قاسم              |                | قاجاریه                    | شهرستان فراهان، شهر فرمهین، روستای زلف آباد                                                        | ۲۶۱۰۰     | ۱۳۸۷/۱۲/۲۶ |       |
| ۳۶   | محوطه زلف‌آباد                    |                | قرن ۷ تا ۱۳ ق              | شهرستان فراهان، جاده فرمهین به تفرش، ۳ کیلومتری شمال شرق شهر فرمهین، در مجاورت امامزادهاحمد بن علی | ۲۵۰۷۲     | ۱۳۸۷/۱۲/۱۸ |       |
| ۳۷   | تپه کرکان                        |                | تاریخی ـ قرون اولیه اسلامی | شهرستان فراهان، شهر فرمهین، روستای کرکان                                                           | ۲۴۲۹۷     | ۱۳۸۷/۱۰/۱۵ |       |
| ۳۸   | تپه گنداب                        |                | تاریخی                     | شهرستان فراهان، شهرفرمهین، روستای جونوش                                                            | ۲۴۲۹۸     | ۱۳۸۷/۱۰/۱۵ |       |

### شهرستان تفرش
| ردیف | نام اثر                             | نگاره          | دیرینگی                          | موقعیت                                                                                      | شمارهٔ ثبت | تاریخ ثبت  | منبع  |
| ---- | ----------------------------------- | -------------- | -------------------------------- | ------------------------------------------------------------------------------------------- | --------- | ---------- | ----- |
| ۱    | بقعه شاهزاده محمد                   |                | صفویه                            | روستای محله فم ۳۴°۴۱′۱۸٫۲″ شمالی ۵۰°۱′۴۵٫۲″ شرقی / ۳۴٫۶۸۸۳۸۹°شمالی ۵۰٫۰۲۹۲۲۲°شرقی           | ۴۳۲       | ۱۳۴۱/۱۲/۰۵ | [ ۶ ] |
| ۲    | بقعه امامزاده مهدی ملقب به ابوالعلی | بارگذاری تصویر | صفویه                            | مرکز شهر تفرش                                                                               | ۱۳۴۴      | ۱۳۵۶/۱۱/۰۴ | [ ۷ ] |
| ۳    | تکیه زاغرم شهر تفرش                 |                | صفویه ـ قاجاریه                  | محله زاغرم، شهر تفرش                                                                        | ۲۲۸۱      | ۱۳۷۸/۰۱/۰۹ |       |
| ۴    | آب‌انبار بلور                        |                | قاجاریه                          | محله فم، کوچه بلور                                                                          | ۲۳۶۶      | ۱۳۷۸/۰۵/۲۳ |       |
| ۵    | امامزاده شاه قاسم                   |                | صفویه                            | بخش مرکزی دهستان بارزجان روستای کهک در مجاورت شهر تفرش                                      | ۳۵۳۱      | ۱۳۷۹/۱۲/۲۵ |       |
| ۶    | مسجد وقف                            |                | قاجاریه                          | شهر تفرش                                                                                    | ۳۵۳۲      | ۱۳۷۹/۱۲/۲۵ |       |
| ۷    | خانه عباسقلی خان میرپنج             |                | قاجاریه                          | شهرستان تفرش محله زاغرم                                                                     | ۱۰۱۷۴     | ۱۳۸۲/۰۶/۲۳ |       |
| ۸    | چهارطاقی بهاران                     |                | قاجاریه                          | شهرستان تفرش، بخش مرکزی، دهستان بازرجان، روستای بهاران                                      | ۲۲۱۰۰     | ۱۳۸۶/۱۲/۲۶ |       |
| ۹    | کاروان‌سرای خانک                     |                | صفویه                            | شهرستان تفرش، بخش مرکزی، دهستان خرازان، روستای خانک                                         | ۲۳۰۰۳     | ۱۳۸۷/۰۳/۰۷ |       |
| ۱۰   | حمام محله مشهد                      |                | پهلوی اول                        | شهر تفرش، محله فم                                                                           | ۲۳۸۰۶     | ۱۳۸۷/۰۸/۲۵ |       |
| ۱۱   | زادگاه نظامی گنجوی                  |                | اسلامی                           | شهرستان تفرش، بخش مرکزی، دهستان بازرجان، روستای طاد                                         | ۲۵۰۰۰     | ۱۳۸۷/۱۲/۱۸ |       |
| ۱۲   | تپه مد حسین                         |                | قرون اولیه اسلامی                | شهرستان تفرش، بخش مرکزی، دهستان بازرجان، روستای بازرجان                                     | ۲۵۰۰۱     | ۱۳۸۷/۱۲/۱۸ |       |
| ۱۳   | تپه چنار                            |                | قرون ۷ و ۸ ه‍.ق                    | شهرستان تفرش، بخش مرکزی، دهستان خرازان، روستای کندج                                         | ۲۵۰۰۵     | ۱۳۸۷/۱۲/۱۸ |       |
| ۱۴   | تپه سربند                           |                | قرون اولیه اسلامی                | شهرستان تفرش، بخش مرکزی، دهستان کوهپناه، روستای سربند                                       | ۲۵۰۰۷     | ۱۳۸۷/۱۲/۱۸ |       |
| ۱۵   | تپه شهراب دو                        |                | تاریخی ـ قرون اولیه اسلامی       | شهرستان تفرش، بخش مرکزی، دهستان کوهپناه، روستای شهراب                                       | ۲۵۰۰۸     | ۱۳۸۷/۱۲/۱۸ |       |
| ۱۶   | قلعه توس                            |                | قرن ۷ ه‍.ق                         | شهرستان تفرش، بخش مرکزی، دهستان خرازان، ۳ کیلومتری جنوب غرب روستای خرازان                   | ۲۵۰۰۹     | ۱۳۸۷/۱۲/۱۸ |       |
| ۱۷   | قلعه سلطان محمود                    |                | سده ۷ ه‍.ق                         | شهرستان تفرش، بخش مرکزی، دهستان رودبار، روستای کهلوعلیا                                     | ۲۵۰۱۰     | ۱۳۸۷/۱۲/۱۸ |       |
| ۱۸   | نمازخانه ششناو تفرش                 |                | قاجاریه                          | شهر تفرش، محله ششناو                                                                        | ۲۵۰۱۳     | ۱۳۸۷/۱۲/۱۸ |       |
| ۱۹   | تپه ابره در                         |                | قرون ۷ تا ۸ ق                    | شهرستان تفرش، بخش مرکزی، دهستان خرازان، روستای ابره در                                      | ۲۵۰۲۱     | ۱۳۸۷/۱۲/۱۸ |       |
| ۲۰   | تپه سفیدآب                          |                | قرون اولیه اسلامی                | شهرستان تفرش، بخش مرکزی، دهستان کوهپناه، روستای سفیدآب                                      | ۲۵۰۲۵     | ۱۳۸۷/۱۲/۱۸ |       |
| ۲۱   | تپه ترک                             |                | قرون اولیه اسلامی                | شهرستان تفرش، بخش مرکزی، دهستان رودبار، روستای فرک                                          | ۲۵۰۲۹     | ۱۳۸۷/۱۲/۱۸ |       |
| ۲۲   | تپه عزالدین                         |                | اشکانی ـ ساسانی                  | شهرستان تفرش، بخش مرکز ی، دهستان بازرجان، روستای عزالدین                                    | ۲۵۰۳۱     | ۱۳۸۷/۱۲/۱۸ |       |
| ۲۳   | نمازخانه کهنه‌لو                     |                | قاجاریه                          | شهرستان تفرش، باغات واقع در شمل شرق شهر تفرش، مظهر قنات کهنه لو                             | ۲۵۰۳۳     | ۱۳۸۷/۱۲/۱۸ |       |
| ۲۴   | تپه شهراب I                         |                | تاریخی ـ قرون اولیه اسلامی       | شهرستان تفرش، بخش مرکزی، دهستان کوهپناه، روستای شهراب                                       | ۲۵۰۳۴     | ۱۳۸۷/۱۲/۱۸ |       |
| ۲۵   | پلدختر                              |                | ساسانی                           | شهرستان تفرش، بخش مرکزی، دهستان رودبار، دو کیلومتری جنوب روستای وسمق، حاشیه رودخانه قره چای | ۲۵۰۳۵     | ۱۳۸۷/۱۲/۱۸ |       |
| ۲۶   | تپه قاوور قلعه                      |                | تاریخی                           | شهرستان تفرش، بخش مرکز ی، دهستان بازرجان، روستای زرجین                                      | ۲۵۰۴۰     | ۱۳۸۷/۱۲/۱۸ |       |
| ۲۷   | تپه کشه                             |                | تاریخی ـ قرون اولیه اسلامی       | شهرستان تفرش، بخش مرکزی، دهستان کوهپناه، روستای کشه                                         | ۲۵۰۴۳     | ۱۳۸۷/۱۲/۱۸ |       |
| ۲۸   | غسالخانه نقوسان                     |                | قاجاریه                          | شهرستان تفرش، بخش مرکزی، دهستان بازرجان، روستای نقوسان، محله پایین ده                       | ۲۵۰۴۵     | ۱۳۸۷/۱۲/۱۸ |       |
| ۲۹   | تپه سس فرنقیه                       |                | اشکانی ـ ساسانی                  | شهرستان تفرش، بخش مرکزی، دهستان رودبار، روستای قراجقیه                                      | ۲۵۰۴۷     | ۱۳۸۷/۱۲/۱۸ |       |
| ۳۰   | حمام گلستان                         |                | اواخر زندیه                      | شهر تفرش، محله خلچان                                                                        | ۲۵۰۵۱     | ۱۳۸۷/۱۲/۱۸ |       |
| ۳۱   | سنگ‌نگاره‌های یازیلی چای              |                | هزاره ۳ تا یک ق‌م تا هزاره اول ق‌م | شهرستان تفرش، بخش مرکز ی، دهستان رودبار، روستای دربر                                        | ۲۵۰۷۱     | ۱۳۸۷/۱۲/۱۸ |       |
| ۳۲   | آرامگاه شاهزاده احمد کوهین          |                | صفویه                            | شهرستان تفرش، بخش مرکزی، دهستان بازرجان، شمال روستای کوهین                                  | ۲۵۰۷۳     | ۱۳۸۷/۱۲/۱۸ |       |

### شهرستان دلیجان
| ردیف | نام اثر                   | نگاره | دیرینگی                    | موقعیت                                                                                              | شمارهٔ ثبت | تاریخ ثبت  | منبع  |
| ---- | ------------------------- | ----- | -------------------------- | --------------------------------------------------------------------------------------------------- | --------- | ---------- | ----- |
| ۱    | بازار نراق                |       | قاجاریه                    | ۱۴ کیلومتری شرق دلیجان ۳۴°۰′۳۵٫۹″ شمالی ۵۰°۵۰′۲۶٫۱″ شرقی / ۳۴٫۰۰۹۹۷۲°شمالی ۵۰٫۸۴۰۵۸۳°شرقی           | ۱۶۴۵      | ۱۳۶۲/۰۸/۲۲ | [ ۸ ] |
| ۲    | کاروان‌سرای دودهک          |       | صفویه                      | ۱۷ کیلومتری شهرستان دلیجان، قریه دودهک ۳۴°۸′۲۸″ شمالی ۵۰°۳۳′۴۸″ شرقی / ۳۴٫۱۴۱۱۱°شمالی ۵۰٫۵۶۳۳۳°شرقی | ۱۹۸۳      | ۱۳۷۷/۰۱/۱۶ | [ ۹ ] |
| ۳    | امامزاده شاه یحیی         |       | ایلخانیان ـ صفویه          | حاشیه غربی شهر نراق، حاشیه غربی شهر                                                                 | ۳۵۳۰      | ۱۳۷۹/۱۲/۲۵ |       |
| ۴    | مسجد پایین                |       | صفویه ـ قاجاریه            | شهر نراق خیابان فاضل جنوبی                                                                          | ۳۵۳۴      | ۱۳۷۹/۱۲/۲۵ |       |
| ۵    | مسجد جامع نراق            |       | قاجاریه                    | شهر نراق خیابان فاضل شمالی                                                                          | ۳۵۳۵      | ۱۳۷۹/۱۲/۲۵ |       |
| ۶    | آرامگاه شاه سلیمان        |       | صفویه                      | نراق مجاور شهرداری                                                                                  | ۳۵۳۶      | ۱۳۷۹/۱۲/۲۵ |       |
| ۷    | گورستان قدیمی واران       |       | صفویه ـ معاصر              | شهرستان دلیجان، دهستان جاسب، شمال روستای واران                                                      | ۴۶۰۴      | ۱۳۸۰/۱۰/۱۱ |       |
| ۸    | تپه قلعه سرخ              |       | تاریخی ـ اسلامی            | دهستان جاسب ۵۰۰ متری شمال غرب روستای هراز جان                                                       | ۴۶۰۵      | ۱۳۸۰/۱۰/۱۱ |       |
| ۹    | آب‌انبار و حسینیه حاج مهدی |       | قاجاریه                    | شهرستان دلیجان، نراق خیابان فاضل شمالی                                                              | ۴۶۰۶      | ۱۳۸۰/۱۰/۱۱ |       |
| ۱۰   | تپه شاهزاده محمود         |       | تاریخی ـ اسلامی            | دهستان جاسب دو کیلومتری شمال روستای و سقونقان                                                       | ۴۶۰۷      | ۱۳۸۰/۱۰/۱۱ |       |
| ۱۱   | غار سن ایک                |       | تاریخی ـ اسلامی            | شهرستان دلیجان، دهستان دودهک، ۱ک م شرق روستای کهک                                                   | ۴۶۰۸      | ۱۳۸۰/۱۰/۱۱ |       |
| ۱۲   | تپه کیخسرو                |       | تاریخی ـ اسلامی            | شهرستان دلیجان، دهستان جوشق، جنوب شرقی روستای خاوه                                                  | ۴۶۰۹      | ۱۳۸۰/۱۰/۱۱ |       |
| ۱۳   | تپه قلعه کوه امام ولی     |       | تاریخی ـ اسلامی            | شهرستان دلیجان، دهستان جاسب، ۳۰۰ متری شمال روستای کروگان                                            | ۴۶۱۰      | ۱۳۸۰/۱۰/۱۱ |       |
| ۱۴   | تپه قلعه زرین کفش         |       | تاریخی                     | شهرستان دلیجان، دهستان جوشق، ۳ کیلومتری جنوب غربی روستای بهار اردهال                                | ۴۶۱۱      | ۱۳۸۰/۱۰/۱۱ |       |
| ۱۵   | تپه قلعه وشتگان           |       | تاریخی ـ اسلامی            | شهرستان دلیجان، دهستان جاسب، ۵۰۰ متری روستای وشتگان                                                 | ۴۶۱۲      | ۱۳۸۰/۱۰/۱۱ |       |
| ۱۶   | تپه قلعه وسقونقان         |       | تاریخی ـ اسلامی            | شهرستان دلیجان، دهستان جاسب، یک کیلومتری شرق روستای وسقونقان                                        | ۴۶۱۳      | ۱۳۸۰/۱۰/۱۱ |       |
| ۱۷   | تپه کافران                |       | تاریخی ـ اسلامی            | شهرستان دلیجان، ۷ کیلومتری جنوب شرقی شهر نراق                                                       | ۴۶۱۴      | ۱۳۸۰/۱۰/۱۱ |       |
| ۱۸   | محوطه باستانی دودهک       |       | صفویه                      | شهرستان دلیجان، بخش مرکزی، ۱/۵ کیلومتری غرب روستای دودهک                                            | ۴۶۱۵      | ۱۳۸۰/۱۰/۱۱ |       |
| ۱۹   | تپه قلعه کهنه             |       | ساسانی ـ اسلامی            | شهرستان دلیجان، دهستان دودهک، یک کیلومتری شمال غرب روستای چنارستان                                  | ۴۶۱۶      | ۱۳۸۰/۱۰/۱۱ |       |
| ۲۰   | پل دودهک                  |       | صفویه                      | شهرستان دلیجان، بخش مرکزی، ۴۰۰ متری جنوب روستای دودهک                                               | ۴۶۱۷      | ۱۳۸۰/۱۰/۱۱ |       |
| ۲۱   | تپه مزرعه بزرگ حصار       |       | تاریخی ـ اسلامی            | شهرستان اراک، بخش مرکزی، ۸۰۰ متری غرب روستای مراد آباد                                              | ۴۶۱۸      | ۱۳۸۰/۱۰/۱۱ |       |
| ۲۲   | تپه یون‌آباد               |       | تاریخی ـ اسلامی            | شهرستان اراک، بخش مرکزی، یک کیلومتری غرب روستای مصلح آباد                                           | ۴۶۱۹      | ۱۳۸۰/۱۰/۱۱ |       |
| ۲۳   | مسجد جامع بیجگان          |       | قاجاریه                    | شهرستان دلیجان، دهستان جاسب، روستای بیجگان                                                          | ۵۰۱۷      | ۱۳۸۰/۱۲/۲۵ |       |
| ۲۴   | قلعه تخت‌کوه               |       | اسلامی                     | شهرستان دلیجان، بخش مرکزی، دهستان هستیجان، ۸ کیلومتری شمال غرب روستای رباط ترک                      | ۶۹۶۵      | ۱۳۸۱/۱۰/۱۰ |       |
| ۲۵   | آب‌انبار مهدی‌آباد          |       | قاجاریه                    | شهرستان دلیجان، بخش مرکزی، دهستان جوشق، روستای مهدی‌آباد                                             | ۶۹۶۶      | ۱۳۸۱/۱۰/۱۰ |       |
| ۲۶   | امامزاده ابوالفضل         |       | صفویه                      | شهرستان دلیجان، دهستان جوشق، یک کیلومتری غرب روستای مهدی‌آباد (کرجار)                                | ۶۹۶۷      | ۱۳۸۱/۱۰/۱۰ |       |
| ۲۷   | مسجد امام حسن             |       | صفویه                      | شهرستان دلیجان، بخش مرکزی، دهستان جاسب، روستای بیجگان، سه راه شهید چمران                            | ۶۹۶۸      | ۱۳۸۱/۱۰/۱۰ |       |
| ۲۸   | مقبره آقا خان محلاتی      |       | صفویه                      | شهرستان دلیجان، بخش مرکزی، دهستان دودهک، روستای کهک                                                 | ۶۹۶۹      | ۱۳۸۱/۱۰/۱۰ |       |
| ۲۹   | قلعه زیره سینقان          |       | تاریخی ـ اسلامی            | شهرستان دلیجان، بخش مرکزی، دهستان هستیجان، دو کیلومتری شمال روستای سینقان                           | ۶۹۷۰      | ۱۳۸۱/۱۰/۱۰ |       |
| ۳۰   | قلعه مرد                  |       | اسلامی                     | شهرستان دلیجان، بخش مرکزی، ۱۴ کیلومتری شمال غربی شهر دلیجان                                         | ۶۹۷۱      | ۱۳۸۱/۱۰/۱۰ |       |
| ۳۱   | امامزاده بی‌بی زبیده خاتون |       | صفویه ـ قاجاریه            | شهرستان دلیجان، بخش مرکزی، ۷ کیلومتری جنوب شرقی شهر نراق                                            | ۶۹۷۲      | ۱۳۸۱/۱۰/۱۰ |       |
| ۳۲   | سد خاوه                   |       | صفویه ـ قاجاریه            | شهرستان دلیجان، بخش مرکزی، دهستان جوشق، یک کیلومتری شمال غرب روستای خاوه                            | ۶۹۷۳      | ۱۳۸۱/۱۰/۱۰ |       |
| ۳۳   | کاروان‌سرای شاه عباسی کهک  |       | صفویه                      | شهرستان دلیجان، بخش مرکزی، دهستان دودهک، روستای دودهک                                               | ۶۹۷۴      | ۱۳۸۱/۱۰/۱۰ |       |
| ۳۴   | قلعه قوقا                 |       | اسلامی                     | شهرستان دلیجان، بخش مرکزی، دهستان هستیجان، ۱/۵ کیلومتری شرق روستای درب قوقا                         | ۶۹۷۵      | ۱۳۸۱/۱۰/۱۰ |       |
| ۳۵   | قلعه اسماعیلیه کهک        |       | اسلامی                     | شهرستان دلیجان، بخش مرکزی، دهستان دودهک، ۲۰۰ متری غرب روستای کهک                                    | ۶۹۷۶      | ۱۳۸۱/۱۰/۱۰ |       |
| ۳۶   | امامزاده سلیمان راونج     |       | اواخر قاجار ـ اوایل پهلوی  | شهرستان دلیجان، بخش مرکزی، دهستان دودهک، روستای راونج                                               | ۶۹۷۷      | ۱۳۸۱/۱۰/۱۰ |       |
| ۳۷   | میل نراق                  |       | صفویه                      | شهرستان دلیجان، بخش مرکزی، ۷ کیلومتری شرق شهر نراق، واقع در گردنه نراق                              | ۶۹۷۸      | ۱۳۸۱/۱۰/۱۰ |       |
| ۳۸   | قلعه شش برجی راونج        |       | قاجاریه                    | شهرستان دلیجان، بخش مرکزی، دهستان دودهک، جنوب شرقی روستای راونج                                     | ۶۹۷۹      | ۱۳۸۱/۱۰/۱۰ |       |
| ۳۹   | قلعه دزدور مزوش           |       | تاریخی ـ اسلامی            | شهرستان دلیجان، بخش مرکزی، دهستان هستیجان، یک کیلومتری روستای مزوش                                  | ۶۹۸۰      | ۱۳۸۱/۱۰/۱۰ |       |
| ۴۰   | قلعه نشست‌آباد             |       | تاریخی ـ اسلامی            | شهرستان دلیجان، بخش مرکزی، ۳ کیلومتری شمال شهر دلیجان                                               | ۶۹۸۱      | ۱۳۸۱/۱۰/۱۰ |       |
| ۴۱   | مسجد جامع راوه            |       | قاجاریه                    | شهرستان دلیجان، بخش مرکزی، دهستان دودهک، روستای راوه                                                | ۶۹۸۲      | ۱۳۸۱/۱۰/۱۰ |       |
| ۴۲   | غار چال‌نخجیر              |       | پیش از تاریخ               | شهرستان دلیجان، کیلومتری ۷ جاده دلیجان به نراق، (۱۰ کیلومتری شمال دلیجان)                           | ۱۳۸۱۴     | ۱۳۸۴/۰۸/۲۵ |       |
| ۴۳   | مسجد مس سر                |       | سلجوقی ـ ایلخانی           | شهر دلیجان، میدان مدرس                                                                              | ۱۹۶۸۴     | ۱۳۸۶/۰۶/۲۸ |       |
| ۴۴   | خانه فاضلین               |       | صفوی                       | شهرستان دلیجان، شهر نراق، خ شهید بهشتی                                                              | ۲۰۱۳۸     | ۱۳۸۶/۰۸/۲۲ |       |
| ۴۵   | سنگ‌نگاره‌های قالهر         |       | تاریخی ـ قرون اولیه اسلامی | شهرستان دلیجان، بخش مرکزی، دهستان هستی جان، روستای قالهر                                            | ۲۶۰۹۷     | ۱۳۸۷/۱۲/۲۶ |       |

### شهرستان زرندیه
| ردیف | نام اثر                 | نگاره          | دیرینگی                    | موقعیت                                                                | شمارهٔ ثبت | تاریخ ثبت  | منبع   |
| ---- | ----------------------- | -------------- | -------------------------- | --------------------------------------------------------------------- | --------- | ---------- | ------ |
| ۱    | امامزاده عبدالمطلب پیک  | بارگذاری تصویر | سده هشتم و نهم هجری قمری   | شهرستان زرندیه، روستای پیک                                            | ۱۳۷۰۰     | ۱۳۸۴/۰۸/۱۵ | [ ۱۰ ] |
| ۲    | تپه سر قلعه             | بارگذاری تصویر | قرون میانه اسلامی          | شهرستان زرندیه، شمال شهر مأمونیه                                      | ۲۲۰۶۶     | ۱۳۸۶/۱۲/۲۶ | [ ۱۱ ] |
| ۳    | تپه حمزه‌آباد            |                | قرون میانه اسلامی          | شهرستان زرندیه، بخش مرکز ی، دهستان رودشور، روستای حمزه آباد           | ۲۲۰۷۲     | ۱۳۸۶/۱۲/۲۶ |        |
| ۴    | حمام الویر              |                | قاجاریه                    | شهرستان زرندیه، بخش خرقان، دهستان علیشار، روستای الویر                | ۲۲۰۹۹     | ۱۳۸۶/۱۲/۲۶ |        |
| ۵    | آب‌انبار نوروزآباد       |                | قاجاریه                    | شهرستان زرندیه، بخش مرکزی، دهستان رودشور، روستای نوروزآباد            | ۲۲۹۹۲     | ۱۳۸۷/۰۳/۰۷ |        |
| ۶    | برج کبوترخانه خورآباد   |                | پهلوی اول                  | شهرستان زرندیه، بخش مرکزی، دهستان رود شور، روستای خورآباد             | ۲۲۹۹۵     | ۱۳۸۷/۰۳/۰۷ |        |
| ۷    | حمام آسیابک             |                | قاجاریه                    | شهرستان زرندیه، بخش مرکزی، شهر مامونیه، محله آسیابک                   | ۲۳۰۰۱     | ۱۳۸۷/۰۳/۰۷ |        |
| ۸    | آب‌انبار محمودآباد       |                | اواخر قاجاریه              | شهرستان زرندیه، بخش مرکزی، د هستان رودشور، روستای محمودآباد           | ۲۳۱۱۴     | ۱۳۸۷/۰۵/۰۲ |        |
| ۹    | تپه خورآباد             |                | اشکانی ـ قرون میانه اسلامی | شهرستان زرندیه، بخش مرکزی، دهستان رودشور، روستای خورآباد              | ۲۳۱۲۲     | ۱۳۸۷/۰۵/۰۲ |        |
| ۱۰   | حمام مامونیه            |                | قاجاریه                    | شهرستان زرندیه، بخش مرکزی، شهر مامونیه، کوچه امامزاده منصور           | ۲۳۸۰۷     | ۱۳۸۷/۰۸/۲۵ |        |
| ۱۱   | امامزاده پنج‌تن (گرمسار) |                | ایلخانی ـ صفویه ـ قاجاریه  | شهرستان زرندیه، بخش مرکزی، شهر مامونیه، محله زرند کهنه                | ۲۳۸۱۰     | ۱۳۸۷/۰۸/۲۵ |        |
| ۱۲   | مسجد چاله               |                | قاجاریه                    | شهرستان زرندیه، بخش مرکزی، شهر مامونیه، خیابان امام حسین، کوچه نورانی | ۲۵۰۰۳     | ۱۳۸۷/۱۲/۱۸ |        |

### شهرستان کمیجان
| ردیف | نام اثر                  | نگاره          | دیرینگی                    | موقعیت                                                                 | شمارهٔ ثبت | تاریخ ثبت  | منبع   |
| ---- | ------------------------ | -------------- | -------------------------- | ---------------------------------------------------------------------- | --------- | ---------- | ------ |
| ۱    | تپه قارقالان             | بارگذاری تصویر | اشکانی                     | شهرستان کمیجان، بخش مرکز ی، دهستان اسفندان، روستای یساول               | ۲۲۰۵۷     | ۱۳۸۶/۱۲/۲۶ | [ ۱۲ ] |
| ۲    | تپه شش دانگی             | بارگذاری تصویر | قرون میانه اسلامی          | شهرستان کمیجان، بخش میلاجرد، دهستان خسرو بیگ، روستای نهرپشته           | ۲۲۰۶۱     | ۱۳۸۶/۱۲/۲۶ | [ ۱۳ ] |
| ۳    | تپه دمیر قیه             |                | اشکانی                     | شهرستان کمیجان، بخش میلاجرد، دهستان خسروبیگ، روستای فامرین             | ۲۲۰۶۵     | ۱۳۸۶/۱۲/۲۶ |        |
| ۴    | خندق تپه                 |                | اشکانی ـ قرون میانه اسلامی | شهرستان کمیجان، بخش میلاجرد، دهستان خسروبیگ، روستای حسین‌آباد شکرایی    | ۲۲۰۶۸     | ۱۳۸۶/۱۲/۲۶ |        |
| ۵    | طوله تپه                 |                | مس و سنگ                   | شهرستان کمیجان، بخش میلاجرد، جنوب غربی شهر میلاجرد                     | ۲۲۰۷۰     | ۱۳۸۶/۱۲/۲۶ |        |
| ۶    | تپه خرابه‌ها              |                | اشکانی ـ قرون میانه اسلامی | شهرستان کمیجان، بخش میلاجرد، دهستان خسروبیگ، روستای محمودآباد          | ۲۲۰۷۱     | ۱۳۸۶/۱۲/۲۶ |        |
| ۷    | تپه قلعه خنجین           |                | اشکانی                     | شهرستان کمیجان، بخش مرکزی، دهستان خنجن، روستای خنجین                   | ۲۲۰۷۵     | ۱۳۸۶/۱۲/۲۶ |        |
| ۸    | تپه رتشگان               |                | نیمه دو هزاره اول ق‌م       | شهرستان کمیجان، بخش میلاجرد، دهستان خسروبیگ، روستای چهره قان           | ۲۲۰۷۷     | ۱۳۸۶/۱۲/۲۶ |        |
| ۹    | تپه باش قلعه             |                | اشکانی                     | شهرستان کمیجان، بخش میلاجرد، دهستان خسروبیگ، روستای آمره               | ۲۲۰۷۸     | ۱۳۸۶/۱۲/۲۶ |        |
| ۱۰   | آق‌تپه                    |                | مفرغ                       | شهرستان کمیجان، بخش میلاجرد، دهستان خسروبیگ، روستای نهر پشته           | ۲۲۰۸۰     | ۱۳۸۶/۱۲/۲۶ |        |
| ۱۱   | تپه گلدیر سکه            |                | اشکانی                     | شهرستان کمیجان، بخش مرکز ی، دهستان اسفندان، روستای چابار               | ۲۲۰۸۳     | ۱۳۸۶/۱۲/۲۶ |        |
| ۱۲   | آق‌تپه                    |                | قرون اولیه اسلامی          | شهرستان کمیجان، بخش میلاجرد، دهستان خسروبیگ، روستای سوران              | ۲۲۰۸۴     | ۱۳۸۶/۱۲/۲۶ |        |
| ۱۳   | حمام خنجین               |                | قاجاریه                    | شهرستان کمیجان، بخش مرکزی، دهستان خنجین، روستای خنجین                  | ۲۲۰۸۷     | ۱۳۸۶/۱۲/۲۶ |        |
| ۱۴   | تپه قدیمی                |                | اشکانی                     | شهرستان کمیجان، بخش میلاجرد، دهستان خسروبیگ، روستای سوران              | ۲۲۰۸۸     | ۱۳۸۶/۱۲/۲۶ |        |
| ۱۵   | تپه کوه سیاه             |                | مس و سنگ ـ مفرغ            | شهرستان کمیجان، بخش میلاجرد، دهستان خسروبیگ، روستای حسین‌آباد شکرابی    | ۲۲۰۹۱     | ۱۳۸۶/۱۲/۲۶ |        |
| ۱۶   | سنگ‌نگاره‌های کوه لره      |                | تاریخی                     | شهرستان کمیجان، بخش مرکز ی، دهستان اسنفدان، روستای سوسن آباد           | ۲۲۰۹۴     | ۱۳۸۶/۱۲/۲۶ |        |
| ۱۷   | سنگ‌نگاره‌های کوه چراغچی   |                | تاریخی                     | شهرستان کمیجان، بخش مرکزی، دهستان اسفندان، روستای سوسن آباد            | ۲۲۱۰۲     | ۱۳۸۶/۱۲/۲۶ |        |
| ۱۸   | سنگ‌نگاره‌های کوه قلاخلی   |                | تاریخی                     | شهرستان کمیجان، بخش مرکزی، دهستان اسفندان، روستای یساول                | ۲۲۱۰۳     | ۱۳۸۶/۱۲/۲۶ |        |
| ۱۹   | محوطه قرمز تپه           |                | اشکانی                     | شهرستان کمیجان، بخش میلاجرد، جنوب شهر میلاجرد                          | ۲۲۹۹۳     | ۱۳۸۷/۰۳/۰۷ |        |
| ۲۰   | تپه جنه قلاع             |                | تاریخی ـ قرون ۵ تا ۷ ق     | شهرستان کیمجان، بخش میلاجرد، دهستان خسروبیگ، روستای فامرین             | ۲۳۱۱۸     | ۱۳۸۷/۰۵/۰۲ |        |
| ۲۱   | آرامگاه ساریه            |                | قاجاریه                    | شهرستان کمیجان، بخش مرکزی، دهستان خنجین، روستای روشنایی                | ۲۳۱۲۰     | ۱۳۸۷/۰۵/۰۲ |        |
| ۲۲   | تپه سعدآباد              |                | قرون میانه اسلامی          | شهرستان کمیجان، بخش میلاجرد، دهستان خسرو بیگ، روستای امامزاده عباس     | ۲۳۷۸۷     | ۱۳۸۷/۰۸/۲۵ |        |
| ۲۳   | تپه یبزنه گیرتپه سی      |                | قرن ۵ و ۶ ه‍.ق               | شهرستان کمیجان، بخش میلاجرد، دهستان خسروبیگ، روستای خسرو بیگ           | ۲۳۷۹۳     | ۱۳۸۷/۰۸/۲۵ |        |
| ۲۴   | تپه معصوم‌آباد            |                | اشکانی                     | شهرستان کمیجان، بخش میلاجرد، دهستان خسروبیگ، روستای خسروبیگ            | ۲۳۷۹۴     | ۱۳۸۷/۰۸/۲۵ |        |
| ۲۵   | تپه شیشه                 |                | مفرغ ـ اشکانی              | شهر کمیجان، جنوب دانشگاه پیام نور                                      | ۲۳۸۰۵     | ۱۳۸۷/۰۸/۲۵ |        |
| ۲۶   | محوطه گوورقلعه‌سی         |                | سلجوقی                     | شهرستان کمیجان، بخش مرکزی، دهستان اسفندان، روستای زنجیران              | ۲۳۸۰۹     | ۱۳۸۷/۰۸/۲۵ |        |
| ۲۷   | تپه قاباخ تپه سی بزرگ    |                | تاریخی                     | شهرستان کمیجان، بخش مرکزی، دهستان اسفندان، روستای چلبی                 | ۲۴۲۹۶     | ۱۳۸۷/۱۰/۱۵ |        |
| ۲۸   | زغال تپه                 |                | تاریخی                     | شهرستان کمیجان، بخش میلاجرد، دهستان خسروبیگ، روستای خسروبیگ            | ۲۴۲۹۹     | ۱۳۸۷/۱۰/۱۵ |        |
| ۲۹   | تپه چینگران              |                | تاریخی ـ قرون اولیه اسلامی | شهرستان کمیجان، بخش مرکزی، دهستان اسفندان، روستای یاسبلاغ              | ۲۴۳۰۰     | ۱۳۸۷/۱۰/۱۵ |        |
| ۳۰   | سنگ‌نگاره‌های کوه سیاه     |                | تاریخی ـ اسلامی            | شهرستان کمیجان، بخش میلاجرد، دهستان میلاجرد، روستای حسین‌آباد شکرایی    | ۲۴۳۰۲     | ۱۳۸۷/۱۰/۱۵ |        |
| ۳۱   | آتشکده فردقان            |                | ساسانی                     | شهرستان کمیجان، بخش مرکزی، دهستان خنجین، روستای فردقان                 | ۲۵۰۱۹     | ۱۳۸۷/۱۲/۱۸ |        |
| ۳۲   | آرامگاه خاندان دارابی دو |                | قاجاریه                    | شهرستان کمیجان، بخش مرکزی، دهستان اسفندان، روستای وفس، محله میان داران | ۲۵۰۴۱     | ۱۳۸۷/۱۲/۱۸ |        |
| ۳۳   | تپه فرج                  |                | تاریخی                     | شهرستان کمیجان، بخش میلاجرد، دهستان خسرو بیگ، روستای محمودآباد         | ۲۵۰۵۲     | ۱۳۸۷/۱۲/۱۸ |        |
| ۳۴   | تپه آسیاب خرابه          |                | هزاره ۴ و ۳ ق‌م             | شهرستان کمیجان، بخش مرکزی، دهستان خنجین، روستای گورچان                 | ۲۵۰۵۳     | ۱۳۸۷/۱۲/۱۸ |        |
| ۳۵   | کول‌تپه                   |                | اشکانی                     | شهرستان کمیجان، بخش میلاجرد، دهستان خسروبیگ، روستای عاصم آباد          | ۲۵۰۵۴     | ۱۳۸۷/۱۲/۱۸ |        |
| ۳۶   | آق تپه ۲                 |                | تاریخی                     | شهرستان کمیجان، بخش میلاجرد، دهستان میلاجرد، روستای نهر پشته           | ۲۵۰۵۶     | ۱۳۸۷/۱۲/۱۸ |        |
| ۳۷   | تک تپه                   |                | تاریخی                     | شهرستان کمیجان، بخش میلاجرد، دهستان خسرو بیگ، روستای سوران             | ۲۵۰۶۱     | ۱۳۸۷/۱۲/۱۸ |        |
| ۳۸   | تپه کلوان                |                | اشکانی ـ قرون متاخر اسلامی | شهرستان کمیجان، بخش مرکزی، دهستان اسفندان، روستای کلوان                | ۲۵۰۶۲     | ۱۳۸۷/۱۲/۱۸ |        |
| ۳۹   | تپه سرورآباد             |                | اشکانی ـ ایلخانی           | شهرستان کمیجان، بخش میلاجرد، دهستان میلاجرد، روستای سرورآباد           | ۲۵۰۶۴     | ۱۳۸۷/۱۲/۱۸ |        |
| ۴۰   | بولاخ تپه                |                | تاریخی                     | شهرستان کمیجان، بخش میلاجرد، دهستان خسروبیگ، روستای عاصم آباد          | ۲۵۰۶۶     | ۱۳۸۷/۱۲/۱۸ |        |
| ۴۱   | تپه نهر پشته             |                | تاریخی                     | شهرستان کمیجان، بخش میلاجرد، دهستان میلاجرد، روستای نهر پشته           | ۲۵۰۷۵     | ۱۳۸۷/۱۲/۱۸ |        |
| ۴۲   | تپه قاباخ تپه سی کوچک    |                | اشکانی                     | شهرستان کمیجان، بخش مرکزی، دهستان اسفندان، روستای چلبی                 | ۲۵۰۷۸     | ۱۳۸۷/۱۲/۱۸ |        |
| ۴۳   | تپه گبرقلعه              |                | ایلخانی ـ صفویه            | شهرستان کمیجان، بخش میلاجرد، دهستان خسروبیگ، روستای سیجان              | ۲۵۰۷۹     | ۱۳۸۷/۱۲/۱۸ |        |
| ۴۴   | تپه گانلی تپه            |                | تاریخی                     | شهرستان کمیجان، بخش میلاجرد، دهستان میلاجرد، روستای فامرین             | ۲۵۰۸۰     | ۱۳۸۷/۱۲/۱۸ |        |
| ۴۵   | تپه سیلان آقا جان        |                | اشکانی ـ قرون متاخر اسلامی | شهرستان کمیجان، بخش مرکزی، دهستان خنجین، روستای فرک                    | ۲۵۰۸۱     | ۱۳۸۷/۱۲/۱۸ |        |
| ۴۶   | تپه خندق تپه مهدی‌آباد    |                | اشکانی ـ ایلخانی           | شهرستان کمیجان، بخش میلاجرد، دهستان میلاجرد، روستای مهدی‌آباد           | ۲۵۰۸۲     | ۱۳۸۷/۱۲/۱۸ |        |
| ۴۷   | تپه زنبور خانه           |                | اشکانی ـ قرون متاخر اسلامی | شهرستان کمیجان، بخش مرکزی، دهستان خنجین، روستای چالمیان                | ۲۵۳۸۴     | ۱۳۸۷/۱۲/۱۸ |        |
| ۴۸   | خانه دارابی‌ها            |                | تاریخی ـ قرون متاخر اسلامی | شهرستان کمیجان، بخش مرکزی، روستای وفس                                  | ۲۵۳۸۵     | ۱۳۹۵/۰۷/۱۴ |        |

### شهرستان محلات
| ردیف | نام اثر                     | نگاره          | دیرینگی                           | موقعیت                                                                                  | شمارهٔ ثبت | تاریخ ثبت  | منبع   |
| ---- | --------------------------- | -------------- | --------------------------------- | --------------------------------------------------------------------------------------- | --------- | ---------- | ------ |
| ۱    | خرابه‌های یک معبد            |                | اشکانی (پارت)                     | روستای خورهه ۳۴°۳′۵۱٫۰۱″ شمالی ۵۰°۲۹′۱۲٫۰۱″ شرقی / ۳۴٫۰۶۴۱۶۹۴°شمالی ۵۰٫۴۸۶۶۶۹۴°شرقی     | ۱۳۱       | ۱۳۱۰/۱۰/۱۵ | [ ۱۴ ] |
| ۲    | امامزاده یحیی               | بارگذاری تصویر | قرن ۵–۶ ق                         | خ گلستان، پشت بوستان ایرانشهر                                                           | ۲۴۱       | ۱۳۱۴/۰۹/۱۵ | [ ۱۵ ] |
| ۳    | آتشکده                      |                | ساسانی                            | ۸ کیلومتری جنوب شرقی شهر نیمه ور                                                        | ۳۱۱       | ۱۳۱۷/۰۸/۲۱ |        |
| ۴    | محراب امامزاده یحیی (محلات) |                | قرن ۵ و ۶ ق                       | خیابان گلستان، پشت استان ایرانشهر                                                       | ۱۳۰۶      | ۱۳۵۵/۰۹/۱۵ |        |
| ۵    | امامزاده سید عبدالله        |                | قاجاریه                           | محله پائین                                                                              | ۲۵۵۶      | ۱۳۷۸/۱۱/۰۵ |        |
| ۶    | بند نیم‌ور                   |                | ساسانی                            | ۵ کیلومتری جنوب شهرمحلات                                                                | ۲۵۵۷      | ۱۳۷۸/۱۱/۰۵ |        |
| ۷    | مسجد جامع نیمور             |                | قاجاریه                           | شهرستان محلات، شهرنیمور                                                                 | ۱۳۸۱۵     | ۱۳۸۴/۰۸/۲۵ |        |
| ۸    | یخچال نیم ور                |                | قاجاریه                           | شهرستان محلات، بخش مرکزی، شهر نیمه ور                                                   | ۱۹۰۲۴     | ۱۳۸۵/۱۲/۲۸ |        |
| ۹    | میل میلونه                  |                | ساسانی                            | شهرستان محلات، بخش مرکزی، شهر نیم ور                                                    | ۱۹۶۸۵     | ۱۳۸۶/۰۶/۲۸ |        |
| ۱۰   | پل باقرآباد                 |                | قاجاریه                           | شهرستان محلات، بخش مرکز ی، دهستان باقرآباد، روستای باقرآباد، واقع در بین محلات و نیم ور | ۱۹۶۹۳     | ۱۳۸۶/۰۶/۲۸ |        |
| ۱۱   | محوطه شهریاری               |                | هزاره ۴و ۳ ق‌م ـ تاریخی            | شهرستان محلات، بخش مرکزی، دهستان خورهه، روستای خورهه                                    | ۲۳۱۱۶     | ۱۳۸۷/۰۵/۰۲ |        |
| ۱۲   | آسیاب‌آبی محلات              |                | قاجاریه                           | شهر محلات، سرچشمه محلات                                                                 | ۲۳۷۸۶     | ۱۳۸۷/۰۸/۲۵ |        |
| ۱۳   | غار یکه چاه                 |                | از هزاره ۳ق‌م تا قرون میانه اسلامی | شهرستان محلات، بخش مرکزی، دهستان باقرآباد، روستای یکه چاه                               | ۲۳۸۰۳     | ۱۳۸۷/۰۸/۲۵ |        |
| ۱۴   | تکیه آقاخان محلاتی          |                | قاجاریه                           | شهر محلات، خیابان امام خمینی                                                            | ۲۳۸۱۳     | ۱۳۸۷/۰۸/۲۵ |        |
| ۱۵   | تپه مزرعه شمالی             |                | تاریخی                            | شهرستان محلات، بخش مرکزی، دهستان باقرآباد، روستای امیرآّباد                              | ۲۵۰۴۲     | ۱۳۸۷/۱۲/۱۸ |        |
| ۱۶   | تپه مزرعه شمالی             |                | هزاره ۴ و ۳ ه‍.ق                    | شهرستان محلات، بخش مرکزی، دهستان باقرآباد، روستای امیرآباد                              | ۲۵۰۴۴     | ۱۳۸۷/۱۲/۱۸ |        |
| ۱۷   | تپه خدیجه مرده              |                | هزاره ۴ و ۳ ق‌م                    | شهرستان محلات، بخش مرکزی، دهستان باقرآباد، روستای کوه سفید                              | ۲۵۰۶۸     | ۱۳۸۷/۱۲/۱۸ |        |
| ۱۸   | حمام عرش                    |                | قاجار                             | شهر محلات، خ شهید محلاتی، ک عرش                                                         | ۲۶۱۲۴     | ۱۳۸۷/۱۲/۲۶ |        |
| ۱۹   | درخت چنار کهنسال محلات      |                | ۳۰۰ الی ۳۵۰ سال                   | شهرستان محلات، تقاطع خیابان شهید محلاتی و شهید رجایی                                    | ۶ ۲۷      | ۱۳۹۴/۹/۸   |        |